# Jerlev Sogn
Jerlev Sogn er et sogn i Vejle Provsti (Haderslev Stift).
I 1800-tallet var Jerlev Sogn anneks til Højen Sogn. Begge sogne hørte til Jerlev Herred. De udgjorde Højen-Jerlev sognekommune, som senere blev delt i to. Ved kommunalreformen i 1970 blev Højen indlemmet i Vejle Kommune, og Jerlev blev indlemmet i  Egtved Kommune, der ved strukturreformen i 2007 også indgik i Vejle Kommune.
I Jerlev Sogn ligger Jerlev Kirke.
I sognet findes følgende autoriserede stednavne:
- Jerlev (bebyggelse, ejerlav)
- Jerlev Engmark (bebyggelse)
- Jerlev Søndermark (bebyggelse)
- Mejsling (bebyggelse, ejerlav)
- Mejsling Skov (bebyggelse)